# Mi tengo
Mi tengo è un brano musicale della cantante italiana Laura Pausini. È il quarto singolo estratto il 23 marzo 2012 dall'album Inedito del 2011.

## Il brano
Il brano viene presentato dal vivo per la prima volta durante l'Inedito World Tour 2011-2012 all'interno del Medley Passione. Successivamente in seguito alla pubblicazione come singolo, viene eseguito per estesa.
La musica è composta da Niccolò Agliardi, Matteo Bassi, Simone Bertolotti; il testo è scritto da Laura Pausini e Niccolò Agliardi; l'adattamento spagnolo è di Ana Incorvaia; la produzione è di Celso Valli.
La canzone viene tradotta in lingua spagnola con il titolo Me quedo, inserita nell'album Inédito ma non estratta come singolo in America Latina e Spagna, anche se è stato registrato il videoclip.
Il testo della canzone parla delle storie d'amore finite.

## Il video
Il videoclip (in lingua italiana e spagnola), girato a marzo 2012, è stato diretto da Gianluigi Fazio e Giorgio Fazio, il primo già collaboratore artistico nonché corista della cantante. La direzione della fotografia e l'editing sono a cura di Giorgio Fazio. Nel video appare Laura Pausini, affiancata dal suo gruppo di ballo, su uno sfondo bianco.
Il videoclip in lingua italiana viene presentato per la prima volta il 18 marzo 2012 al Nelson Mandela Forum di Firenze durante l'Inedito World Tour 2011-2012 e reso disponibile l'11 aprile 2012 sul sito Internet del portale web MSN. Quello in lingua spagnola viene registrato ma reso disponibile in seguito solo nel DVD Inédito - Special Edition del 2012, dato che il brano non viene estratto come singolo.
I videoclip di Mi tengo e Me quedo vengono inseriti negli album Inedito - Special Edition e Inédito - Special Edition del 2012.

## Tracce
CDS - Promo Warner Music Italia
1. Mi tengo

Download digitale
1. Mi tengo
2. Me quedo

## Crediti
- Laura Pausini: voce
- Samuele Dessì: chitarra elettrica, chitarra acustica, programmazione
- Celso Valli: pianoforte, organo Hammond, tastiera
- Simone Bertolotti: tastiera
- Massimo Varini: chitarra acustica, chitarra elettrica
- Cesare Chiodo: basso
- Emiliano Bassi: batteria, percussioni
- Paolo Valli: batteria
- Tommy Ruggero: percussioni
- C.V. Ensemble Orchestra: orchestra

## Pubblicazioni
Mi tengo viene inserita nella compilation Braccialetti rossi del 2014

## Interpretazioni dal vivo
Il 21 luglio 2012 Laura Pausini esegue il brano Mi tengo in versione live in duetto con il cantante italiano Claudio Baglioni al Velodromo Paolo Borsellino di Palermo, tappa dell'Inedito World Tour 2011-2012.

## Colonna sonora
Nel 2014 Mi tengo viene utilizzata come colonna sonora di una puntata della prima stagione della serie televisiva di Rai 1 Braccialetti rossi.